# Acacia merrallii
Acacia merrallii är en ärtväxtart som beskrevs av Ferdinand von Mueller. Acacia merrallii ingår i släktet akacior, och familjen ärtväxter. Inga underarter finns listade i Catalogue of Life.